# Sainte-Sabine de Rome (titre cardinalice)
Le titre cardinalice de Sainte-Sabine de Rome sur l'Aventin, a été institué aux alentours de 423 par le pape Célestin Ier, ou il a peut-être été simplement confirmé à cette date, étant donné que sainte Sabine est morte en 119.
Le Titolus Sabinae est énuméré dans le synode romain du 1er mars 499. Après 595, il est appelé sainte ou bienheureuse Sabine.
Selon le catalogue de Pietro Mallio, compilé durant le pontificat de Alexander III, la basilique à laquelle est attachée ce titre était alors rattachée à la Basilique Saint-Paul-hors-les-Murs et à ses prêtres qui y célèbrent la messe à tour de rôle.

## Titulaires
- Pietro Illirico (425-?)
- Valente (494-?)
- Basilio (523-?)
- Felice (590- avant 612)
- Marino (612-?)
- Marino (731- avant 741)
- Tordono (ou Tordonus) (741- avant 745)
- Teofilo (745- avant 761?)
- Teofilo (757-761)
- Pietro Guglielmo (761-?)
- Eugenio Savelli (816-824)
- Gioviniano (853-?)
- Stefano (964-?)
- Martino (1033- avant 1058)
- Bruno (ou Bennon, ou Brunone) (1058- avant 1088)
- Alberico (1088- vers 1092)
- Bruno (1092- vers 1099)
- Alberto (1099-1100)
- Vitale (1105- avant 1112)
- Uberto (ou Roberto) (1112- vers 1117)
- Roberto (1120-1122)
- Gregorio (1126- vers 1137)
- Stanzio (ou Stancius, ou Sanctius) (1137-1143)
- Manfredo (ou Mainfray) (1143- vers 1158)
- Galdino Valvassi della Sala (ou Galdinus, ou Galdimus) (1165-1176)
- Pietro (1176-1178)
- Guillaume aux Blanches Mains (1179-1202)
- Tommaso del Vescovo (de Episcopo) (1216-1243)
- Hugues de Saint-Cher (ou de San Caro), Ordre des Prêcheurs (1244-1263)
- Bertrand de Saint-Martin O.S.B., (1273 - 1277)
- Hugues Aycelin Montaigut (ou Hughes Seguin), Ordre des Prêcheurs (1288-1294)
- Niccolò Boccasini, Ordre des Prêcheurs (1298-1300)
- William Marsfeld (ou Macklefield, ou Macclesfield), Ordre des Prêcheurs (1303-1304)
- Walter Winterburn (ou Winterbourne), Ordre des Prêcheurs (1304-1305)
- Thomas Jorz (ou Joyce, ou Anglus, ou Anglicus), Ordre des Prêcheurs (1305-1310)
- Nicolas Caignet de Fréauville, Ordre des Prêcheurs, administrateur (1310-1323)
- Gérard de La Garde (ou de Domar, de Daumario, ou de Guardia), Ordre des Prêcheurs (1342-1343)
- Jean de Moulins (ou de Monlins, ou du Moulin), Ordre des Prêcheurs (1350-1353)
- Francesco Tebaldeschi (1368-1378)
- Giovanni d'Amelia (ou Amadeo) (1378-1386)
- Tommaso Clausse, Ordre des Prêcheurs (1382-1390), pseudocardinal de l'antipape Clément VII
- Giuliano Cesarini ( vers 1440-1444)
- Giovanni de Primis (1446-1449)
- Guillaume-Hugues d'Estaing (1449-1455)
- Enea Silvio Piccolomini (1456-1458)
- Berardo Eroli (1460-1474)
- Ausias Despuig (ou Ausias de Podio, ou Despuig, ou del Puch) (1477-1483)
- Giovanni d'Aragona (1483-1485)
- Vacance (1485-1493)
- Jean Bilhères de Lagraulas, Ordre de Saint-Benoît (1493-1499)
- Diego Hurtado de Mendoza y Quiñones (1500-1502)
- Francisco Lloris y de Borja (1503-1505)
- Fazio Giovanni Santori (1505-1510)
- René de Prie (1511)
- Bandinello Sauli (1511-1516)
- Giovanni Piccolomini (1517-1521)
- Vacance (1521-1533)
- Louis de Bourbon-Vendôme (1533-1550)
- Othon Truchsess de Waldbourg (1550-1561)
- Michele Ghislieri, Ordre des Prêcheurs (1561-1565)
- Simone Pasqua (1565)
- Stanislaw Hosius (1565)
- Benedetto Lomellini (1565-1579)
- Vincenzo Giustiniani, Ordre des Prêcheurs (1579-1582)
- Filippo Spinola (1584-1593)
- Ottavio Bandini (1596-1615)
- Giulio Savelli (1616-1636)
- Alessandro Bichi (1637-1657)
- Scipione Pannocchieschi d'Elci (1658-1670)
- Luis Manuel Fernández de Portocarrero (1670-1698)
- Francesco del Giudice (1700-1717)
- Michael Friedrich von Althann (1720-1734)
- Vacance (1734-1738)
- Raniero d'Elci (1738-1747); in commendam (1747-1761)
- Vacance (1761-1775)
- Leonardo Antonelli (1775-1794)
- Giulio Maria della Somaglia (1795-1801)
- Vacance (1801-1818)
- Johann Casimir von Häffelin (1818-1822)
- Luigi Pandolfi (1823-1824)
- Vacance (1824-1829)
- Gustave Maximilien Juste de Croÿ-Solre (1829-1844)
- Sisto Riario Sforza (1846-1877)
- Vincenzo Moretti (1877-1881)
- Edward MacCabe (1882-1885)
- Serafino Vannutelli (1887-1889)
- Agostino Bausa (1889-1899)
- François-Désiré Mathieu (1899-1908)
- Léon Adolphe Amette (1911-1920)
- Francisco de Asís Vidal y Barraquer (1921-1942)
- Vacance (1942-1946)
- Ernesto Ruffini (1946-1967)
- Gabriel-Marie Garrone (1967-1994)
- Jozef Tomko (1996-2022)
- ((Vacant))

## Sources
- (it) Cet article est partiellement ou en totalité issu de l’article de Wikipédia en italien intitulé « Santa Sabina (titolo cardinalizio) » (voir la liste des auteurs).